# Marleen Gorris
Marleen Gorris (Roermond, 9 de diciembre de 1948) es una directora de cine y guionista neerlandesa. Creció en el seno de una familia protestante en el católico Sur holandés. Es una declarada feminista.

## Filmografía
- 1982: A Question of Silence
- 1984: Broken Mirrors
- 1991: The Last Island
- 1995: Antonia  Óscar a la mejor película extranjera.
- 1997: La señora Dalloway, basada en la novela de Virginia Woolf, La señora Dalloway
- 2000: La defensa Luzhin.
- 2003: Carolina
- 2009: Within the Whirlwind

## Premios y distinciones
Premios Óscar
| Año  | Categoría                          | Película | Resultado |
| ---- | ---------------------------------- | -------- | --------- |
| 1996 | Mejor película en habla no inglesa | Antonia  | Ganadora  |